# Horiola ferruginea
Horiola ferruginea är en insektsart som beskrevs av Leon Fairmaire. Horiola ferruginea ingår i släktet Horiola och familjen hornstritar. Inga underarter finns listade i Catalogue of Life.